# Grand Prix Formule 1 van Spanje 2009

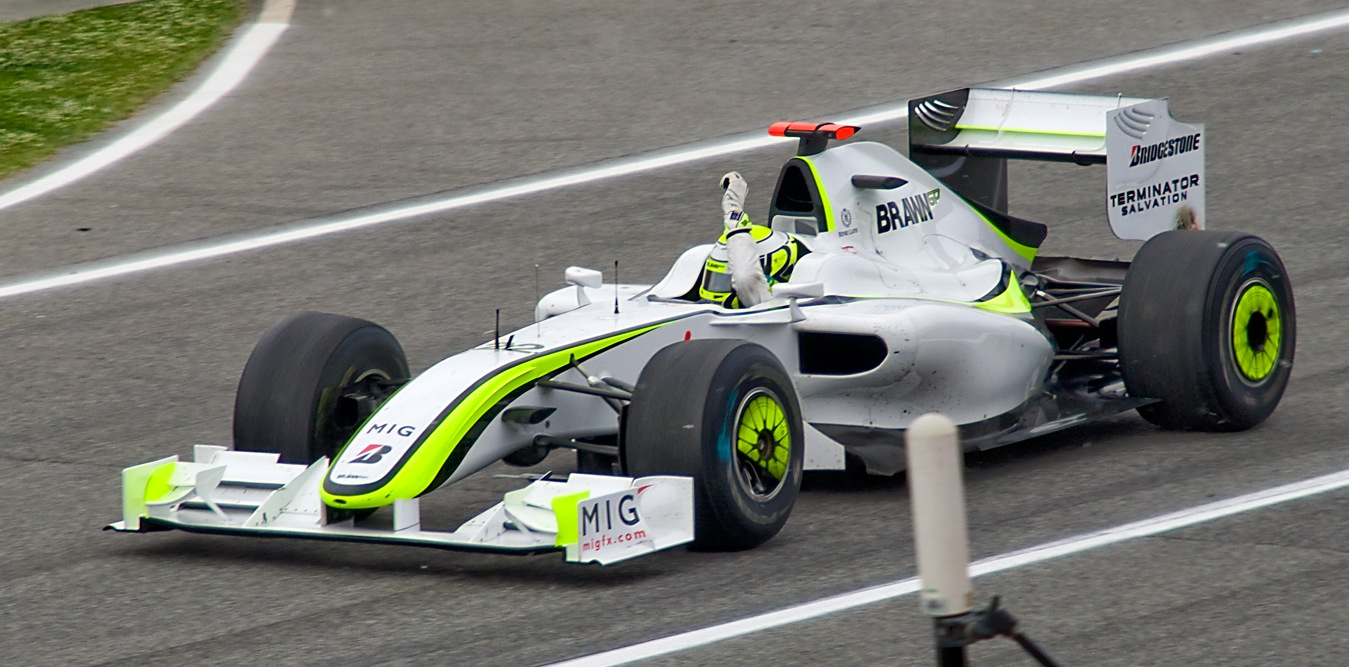
Winnaar Jenson Button.

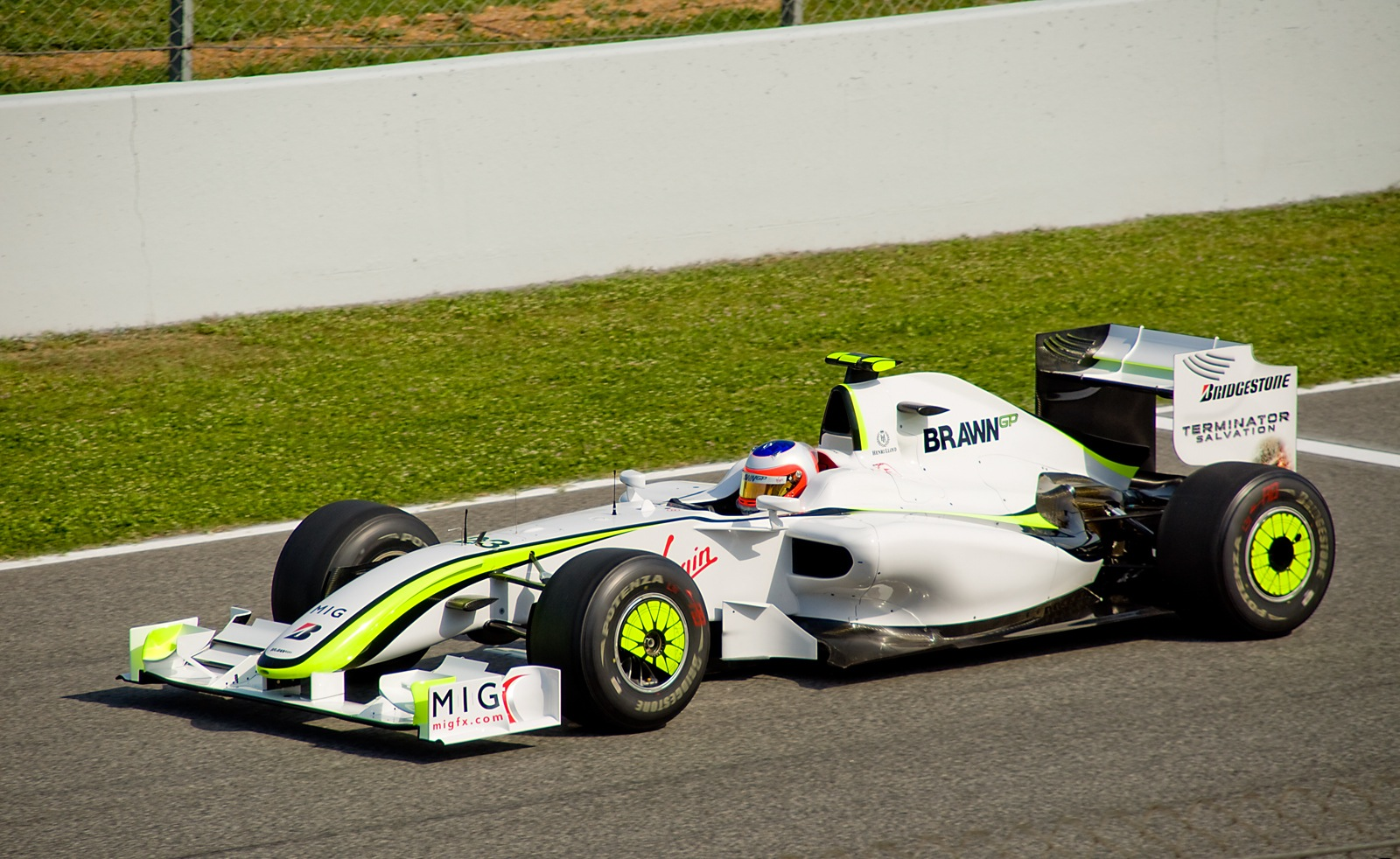
Rubens Barrichello finishte op de tweede plaats.

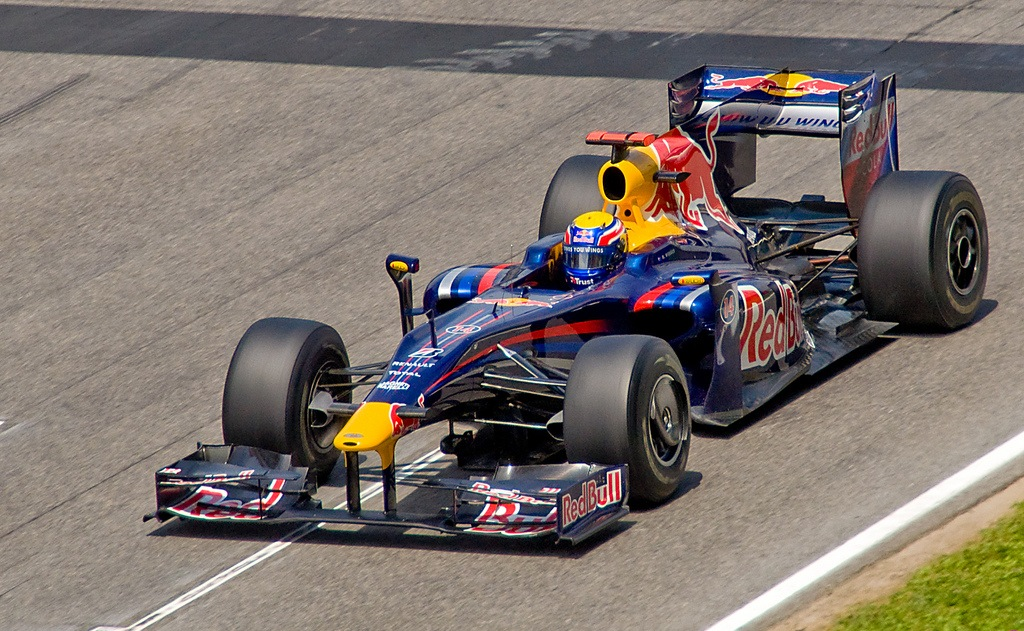
Mark Webber werd derde.

De Grand Prix Formule 1 van Spanje 2009 werd gehouden op 10 mei 2009 op het Circuit de Catalunya in Montmeló. Het was de vijfde race van het seizoen. Jenson Button won de race, zijn teamgenoot Rubens Barrichello werd tweede. Mark Webber finishte op positie drie.

## Kwalificatie
| Positie | Nummer | Naam                 | Team                 | Q1       | Q2       | Q3       | Grid |
| ------- | ------ | -------------------- | -------------------- | -------- | -------- | -------- | ---- |
| 1       | 22     | Jenson Button        | Brawn-Mercedes       | 1:20.707 | 1:20.192 | 1:20.527 | 1    |
| 2       | 15     | Sebastian Vettel     | Red Bull-Renault     | 1:20.715 | 1:20.220 | 1:20.660 | 2    |
| 3       | 23     | Rubens Barrichello   | Brawn-Mercedes       | 1:20.808 | 1:19.954 | 1:20.762 | 3    |
| 4       | 3      | Felipe Massa         | Ferrari              | 1:20.484 | 1:20.149 | 1:20.934 | 4    |
| 5       | 14     | Mark Webber          | Red Bull-Renault     | 1:20.689 | 1:20.007 | 1:21.049 | 5    |
| 6       | 10     | Timo Glock           | Toyota               | 1:20.877 | 1:20.107 | 1:21.247 | 6    |
| 7       | 9      | Jarno Trulli         | Toyota               | 1:21.189 | 1:20.420 | 1:21.254 | 7    |
| 8       | 7      | Fernando Alonso      | Renault              | 1:21.186 | 1:20.509 | 1:21.392 | 8    |
| 9       | 16     | Nico Rosberg         | Williams-Toyota      | 1:20.745 | 1:20.256 | 1:22.558 | 9    |
| 10      | 5      | Robert Kubica        | BMW Sauber           | 1:20.931 | 1:20.408 | 1:22.685 | 10   |
| 11      | 17     | Kazuki Nakajima      | Williams-Toyota      | 1:20.818 | 1:20.531 |          | 11   |
| 12      | 8      | Nelson Piquet jr.    | Renault              | 1:21.128 | 1:20.604 |          | 12   |
| 13      | 6      | Nick Heidfeld        | BMW Sauber           | 1:21.095 | 1:20.676 |          | 13   |
| 14      | 1      | Lewis Hamilton       | McLaren-Mercedes     | 1:20.991 | 1:20.805 |          | 14   |
| 15      | 12     | Sébastien Buemi      | Toro Rosso-Ferrari   | 1:21.033 | 1:21.067 |          | 15   |
| 16      | 4      | Kimi Räikkönen       | Ferrari              | 1:21.291 |          |          | 16   |
| 17      | 11     | Sebastien Bourdais   | Toro Rosso-Ferrari   | 1:21.300 |          |          | 17   |
| 18      | 2      | Heikki Kovalainen    | McLaren-Mercedes     | 1:21.675 |          |          | 18   |
| 19      | 20     | Adrian Sutil         | Force India-Mercedes | 1:21.742 |          |          | 19   |
| 20      | 21     | Giancarlo Fisichella | Force India-Mercedes | 1:22.204 |          |          | 20   |

## Race
| Positie | Nummer | Coureur              | Team                 | Rondes | Tijd/Oorzaak uitval | Startplaats | Punten |
| ------- | ------ | -------------------- | -------------------- | ------ | ------------------- | ----------- | ------ |
| 1       | 22     | Jenson Button        | Brawn-Mercedes       | 66     | 1:37:19.202         | 1           | 10     |
| 2       | 23     | Rubens Barrichello   | Brawn-Mercedes       | 66     | +13.056             | 3           | 8      |
| 3       | 14     | Mark Webber          | Red Bull-Renault     | 66     | +13.924             | 5           | 6      |
| 4       | 15     | Sebastian Vettel     | Red Bull-Renault     | 66     | +18.941             | 2           | 5      |
| 5       | 7      | Fernando Alonso      | Renault              | 66     | +43.166             | 8           | 4      |
| 6       | 3      | Felipe Massa         | Ferrari              | 66     | +50.827             | 4           | 3      |
| 7       | 6      | Nick Heidfeld        | BMW Sauber           | 66     | +52.312             | 13          | 2      |
| 8       | 16     | Nico Rosberg         | Williams-Toyota      | 66     | +1:05.211           | 9           | 1      |
| 9       | 1      | Lewis Hamilton       | McLaren-Mercedes     | 65     | +1 ronde            | 14          |        |
| 10      | 10     | Timo Glock           | Toyota               | 65     | +1 ronde            | 6           |        |
| 11      | 5      | Robert Kubica        | BMW Sauber           | 65     | +1 ronde            | 10          |        |
| 12      | 8      | Nelson Piquet jr.    | Renault              | 65     | +1 ronde            | 12          |        |
| 13      | 17     | Kazuki Nakajima      | Williams-Toyota      | 65     | +1 ronde            | 11          |        |
| 14      | 21     | Giancarlo Fisichella | Force India-Mercedes | 65     | +1 ronde            | 20          |        |
| Ret     | 4      | Kimi Räikkönen       | Ferrari              | 17     | Hydraulica          | 16          |        |
| Ret     | 2      | Heikki Kovalainen    | McLaren-Mercedes     | 7      | Versnellingsbak     | 18          |        |
| Ret     | 9      | Jarno Trulli         | Toyota               | 0      | Aanrijding          | 7           |        |
| Ret     | 12     | Sébastien Buemi      | Toro Rosso-Ferrari   | 0      | Aanrijding          | 15          |        |
| Ret     | 11     | Sébastien Bourdais   | Toro Rosso-Ferrari   | 0      | Aanrijding          | 17          |        |
| Ret     | 20     | Adrian Sutil         | Force India-Mercedes | 0      | Aanrijding          | 19          |        |

## Noot
- Dit was de vijfde Grand Prix-winst voor Jenson Button.

1913 · 1923 · 1926 · 1927 · 1933 · 1934 · 1935 · 1951 · 1954 · 1967 · 1968 · 1969 · 1970 · 1971 · 1972 · 1973 · 1974 · 1975 · 1976 · 1977 · 1978 · 1979 · 1980 · 1981 · 1986 · 1987 · 1988 · 1989 · 1990 · 1991 · 1992 · 1993 · 1994 · 1995 · 1996 · 1997 · 1998 · 1999 · 2000 · 2001 · 2002 · 2003 · 2004 · 2005 · 2006 · 2007 · 2008 · 2009 · 2010 · 2011 · 2012 · 2013 · 2014 · 2015 · 2016 · 2017 · 2018 · 2019 · 2020 · 2021 · 2022 · 2023 · 2024 · 2025 · 2026